# Мамедова, Хавва Иса кызы
Хавва Иса кызы Мамедова (азерб. Həvva İsa qızı Məmmədova; род. 15 мая 1958 года, Бардинский район, Азербайджанская ССР) — государственный, общественно-политический деятель. Депутат Милли меджлиса Азербайджанской Республики III созыва. Доктор исторических наук, профессор.

## Биография
Родилась 15 мая 1958 году в селе Ханараб, ныне Бардинского района, Республики Азербайджан. В 1980 году окончила исторический факультет Степанакертского педагогического института, а в 1992 году — Бакинский институт социального управления и политологии.
Автор 6 книг и 40 научных статей. Является одним из руководителей азербайджанской общины Нагорного Карабаха, активный участник многих мероприятий, в том числе в США, Грузии, по вопросам беженцев из Нагорного Карабаха. Председатель Совета женщин Всемирного конгресса азербайджанцев. Также является бакинским представителем газеты «Новая Европа». В совершенстве владеет русским языком.
С 1980 по 1990 год работала учителем в средней школе города Степанакерт.
С 1993 года работала в Бакинском Институте социального управления и политологии в должностях старшего лаборанта, старшего преподавателя, методиста. С 1999 года преподаватель кафедры истории Академии государственного управления при Президенте Азербайджанской Республики.
6 ноября 2005 года в статусе независимого кандидата избрана депутатом Национального собрания III созыва по 122-му избирательному округу. Являлась членом комитета по правам человека Милли Меджлиса. Была членом рабочих групп по межпарламентским связям Азербайджан-Дания, Азербайджан-Швеция, Азербайджан-Узбекистан.
Замужем, трое детей.